# Liste der Infanterieregimenter der kaiserlich-habsburgischen Armee der Frühen Neuzeit
Die vorliegende Liste der Infanterieregimenter des österreichisch-habsburgischen Kaisers des Heiligen Römischen Reiches endet mit der Niederlegung der römisch-deutschen Kaiserwürde im August 1806. Eine Zäsur, wie sie die Preußische Armee aufgrund ihrer Kapitulation 1806 erfuhr, gab es nicht. Seit dem 16. Jahrhundert wurde eine Vielzahl temporär existierender Regimenter aufgestellt, meist aus Anlass von Feldzügen. Sie sind noch nicht Bestandteil dieser Übersicht.

## Wandel der Bezeichnungen der Infanterieregimenter

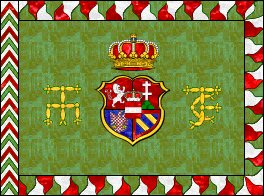
Die königlich ungarische Fahne der habsburgischen Truppen. Der kaiserliche Adler durfte 1743 nicht mehr genutzt werden. Projekt Kronoskaf

Im 17. Jahrhundert war die Bezeichnung „Regiment zu Fuß“ üblich (es folgte der Name des Regimentschefs). Ab 1717/18 wurde „zu Fuß“ nicht mehr verwendet und zum Namen des Regimentsinhabers der Begriff „Infanterie-Regiment“ hinzugesetzt. Bis zum Verlust der Kaiserwürde für das Haus Habsburg 1742 wurden die Regimenter allgemein als „kaiserlich“ bezeichnet. In der kurzen Zwischenzeit der bayerischen Kaiserwürde 1742 bis 1745 wurden die Truppen als „königlich-ungarisch“ bezeichnet. Erst mit der Wiedererlangung der römisch-deutschen Kaiserwürde 1745 wurde allgemein die Bezeichnung „kaiserlich-königlich“ für die Regimenter eingeführt.

## Erläuterung der Systematik
Eine Stammliste und eine Nummerierung der Infanterieregimenter der Kaiserlichen Armee wurde erst 1769 eingeführt. Für die Infanterie hatte sie bis zum Ende des Ersten Weltkrieges Gültigkeit. Auch nach Einführung der Nummerierung war der Zusatz des Namens des Regimentsinhabers üblich. Zuvor wurden die Regimenter nur nach dem Regimentsinhaber bezeichnet. Zusätzlich wurde der untenstehenden Liste das Gründungsjahr hinzugefügt. So soll eine Vergleichbarkeit erleichtert werden. Diese Nummerierung folgt konsequent den Aufstellungen von Georg Tessin. Wurden in einem Jahr mehrere Regimenter gegründet, fügte Tessin eine zweite Ziffer hinzu (z. B. „1756/2“ = zweites kaiserliches Regiment, das im Jahre 1756 aufgestellt wurde). Es folgen die Namen der Regimentsinhaber bzw. der Name (ggf. Name des Kommandanten).
Bedeutung der verwendeten Zeichen: „*“ = Gründung, „†“ = Auflösung, „<“ = Herkunft, „→“ = Verbleib, „=“ = Doppelfunktion als stehendes Regiment eines Reichsstandes.

## Stammliste von 1769 und Verbleib 1806

### Deutsche und ungarische Regimenter
Trotz der engen Zugehörigkeit des römisch-deutschen Kaisertums zum österreichischen Haus Habsburg stammten die Offiziere und Soldaten der meisten Regimenter aus dem ganzen Reich und Ungarn. Die kaiserlichen deutschen Regimenter hatten überwiegend ihren Ersatz in den Reichsstädten und den geistlichen Territorien des Heiligen Römischen Reiches deutscher Nation. Hier lebte ein Großteil der Bevölkerung. Die ungarischen Regimenter sind eigentlich königlich und stammen aus den Gebieten der ungarischen Krone. Wallonische Regimenter kamen aus den Österreichischen Niederlanden, deren Bevölkerung wie die Soldaten der italienischen Regimenter auch als deutsch bezeichnet wurden, da ihre Gebiete zum römisch-deutschen Reich gehörten.
- Infanterieregiment No. 1 (1726/1) deutsch (Mietregiment Kurfürst Carl Ignaz von Lothringen aus Kurtrier)
  - 1715 als kurtrierisches Regiment errichtet und 1716 als Mietregiment „Alt-Lothringen“ in kaiserlichen Dienst übernommen, Inhaber: Erbprinz Leopold Clemens Karl von Lothringen, 1723 unbesetzt. 1726 ganz vom Kaiser übernommen, in Inhaberschaft von Herzog Franz von Lothringen („Alt-Lothringen zu Fuß“), ab 1745 Kaiser Franz, 1765 Kaiser Joseph II., 1769 Kaiser Leopold II., 1792 Kaiser Franz II. → 1860 K.u.k. Schlesisches Infanterieregiment „Kaiser“ Nr. 1

Ersatz/Herkunft: Vor allem in Mainz, Frankfurt am Main, Darmstadt, Mannheim, Heilbronn, Köln, Bingen, Kreuznach, Worms, Aschaffenburg geworben. 1766 Oberrheinischer Reichskreis
- Infanterieregiment No. 2 (1741/2) ungarisch[4]
  - 1741 als „Ujváry zu Fuß“, unbesetzt benannt nach Oberst Ladislaus von Ujváry, 1745 Ladislaus von Ujváry, 1749 Erzherzog Carl Joseph, 1761 Erzherzog Ferdinand Carl von Österreich → 1806 Infanterieregiment Nr. 2
- Infanterieregiment No. 3 (1726/2) deutsch (< Mietregiment Kurfürst Carl Ignaz von Lothringen aus Kurtrier)
  - 1715 als kurtrierisches Regiment errichtet und 1716 als Mitregiment „Jung-Lothringen“ in kaiserlichen Dienst übernommen (Inhaber: Prinz Franz von Lothringen). 1726 ganz vom Kaiser übernommen, in Inhaberschaft von Leopold von Lignéville, 1734 Gottfried Ernst von Wuttgenau, 1736 Johann Lucas von Pallavicini-Centurioni, 1736 Carl von Lothringen, 1780 Erzherzog Carl von Österreich → 1860 K.u.k. Mährisches Infanterieregiment „Erzherzog Karl“ Nr. 3

Ersatz/Herkunft: 1766 Niederrheinisch-Westfälischer Reichskreis und Reichsstädte des Niedersächsischen Reichskreises, ab 1781 Niederösterreich
- Infanterieregiment No. 4 Teutschmeister (1696/2) deutsch
  - 1696 als „Teutschmeister zu Fuß“ (Franz Ludwig von der Pfalz), 1717 „Teutschmeister-Infanterie“ (Name durchgängig), 1731 (Clemens August von Bayern), 1761 (Carl Alexander von Lothringen), 1780 (Erzherzog Maximilian von Österreich), 1801 (Erzherzog Karl von Österreich), 1805 (Erzherzog Anton Victor), 1806 K.u.k. Infanterie-Regiment Hoch- und Deutschmeister Nr. 4

Ersatz/Herkunft: 1766 Niederrheinisch-Westfälischer Reichskreis, Reichsstädte des Niedersächsischen Reichskreises und Fränkischer Reichskreis (insb. Deutschordensballei Franken)
- Infanterieregiment No. 5 (1766/2) deutsch[5]
  - 1766 als „1. Garnison-Regiment“ → 1806 Infanterie-Regiment Nr. 5
- Infanterieregiment No. 6 (1767/1) deutsch
  - 1767 als „2. Garnison-Regiment“ → 1806 Infanterie-Regiment Nr. 6
- Infanterieregiment No. 7 (1691/2) deutsch[6][7]
  - 1691 als „Öttingen zu Fuß“ (Wilhelm von Öttingen), 1691 Johann Ferdinand von Pfeffershoven, 1700 Eberhard Friedrich von Neipperg, 1717 Wilhelm Reinhard von Neipperg, 1774 Franz Xaver von Harrach, 1783 Karl Friedrich von Schröder → 1806 Infanterieregiment Nr. 7

Garnisonen: 1718: Ofen, 1720: Arad, 1730: Belgrad, 1731: Esseg und Pancsova, 1736: Ferrara, 1739: Parma, sowie Lucca, Siena, Pisa und die Insel Elba.
Ersatz/Herkunft: 1766 Oberrheinischer Reichskreis
- Infanterieregiment No. 8 (1642/8) deutsch[8][9]
  - (Thürheim Holck’sche Jäger 1629[10]) Heinrich von Holk, 1641 Johann Kaspar von Stadion, 22. November 1642 als „Schifer zu Fuß“ (Alexander Schifer von und zu Freyling auf Daxberg und Lichtenau), 1646 Johann Bernhard von Knöring[11], 1647 Johann Reichard von Starhemberg, 1661 Herbert Pio di Savoia, 1676 Prosper von Arco, 1679 Max Laurenz von Starhemberg, 1689 Philipp von Chizzola, 1691 Leonard Alexander von Lapaczek, 1700 Nikolaus Graf Pálffy von Erdöd, 1732 Joseph Friedrich von Sachsen-Hildburghausen, 1787 Karl von Pallavicini († 1789), 1790 Karl von Huff († 1798), 1798 Vakant, 1801 Erzherzog Ludwig Joseph von Österreich> 1806 Infanterie-Regiment Nr. 8

Ersatz/Herkunft: 1766 Oberrheinischer Reichskreis
- Infanterieregiment No. 9 (1725/2) deutsch (wallonisch)[12]
  - 1. August 1725 als „Franz Los Rios“ (Franz Los Rios de Gutierez), 1775 Carl Clerfayt de Croix, 1802 Adam von Czartoryski-Sangusco → 1806 Infanterie-Regiment Nr. 9
- Infanterieregiment No. 10 (1715/1) deutsch
  - 14. Oktober 1715 als „Jung-Württemberg“ (Heinrich Friedrich von Württemberg), 1717 Ludwig von Württemberg, 1734 Georg Anton von Lindesheim, 1740 Ludwig Ernst von Braunschweig-Wolfenbüttel („Jung-Wolfenbüttel“), 1750 „Wolfenbüttel“, 1788 „vacat Wolfenbüttel“, 1790 Karl von Keuhl, 1798 „vacat Kheul“, 1802 Christian Friedrich Karl Alexander von Brandenburg-Ansbach und Bayreuth → 1806 Infanterie-Regiment Nr. 10[13]

Ersatz/Herkunft: 1766 Oberrheinischer Reichskreis
Garnisonen: 1714 Brüssel, 1720 Charleroi, 1721 Brüssel, 1722 Charleroi, dann Mons, 1723 Ath, 1727 Antwerpen, 1731 Brüssel, 1732 Charleroi, 1735–1742 Luxemburg, 1749 Brünn, 1752 Pilsen, 1763 Pisek, 1775 Budweis, 1780 Wien, Krems, 1790 Budweis, 1795 Josephstadt, 1797 Wien, 1801 Budweis, 1802 Wels, 1803 Neuhaus, 1804 Graz.
- Infanterieregiment No. 11 (1629/7) deutsch[14]
  - (nach Thürheim 1619[10]) 15. Mai 1629 als „Hardegg zu Fuß“, 1630 Julius von Hardegg, 1636 Franz de Mers, 1667 Ludwig von Montevergues, 1669 Albert von Tasso, 1669 Jobst Hilmar von Knigge, 1683 Philipp Emerich von Metternich-Winneburg, 1698 Tobias von Haßlingen, 1717 Heinrich Wilhelm von Wilczek, 1789 Ignaz von Haßlingen, 1739 Franz Wenzel von Wallis, 1774 Michael Johann von Wallis, 1801 Erzherzog Rainer → 1806 Infanterie-Regiment Nr. 11

Ersatz/Herkunft: 1766 Oberrheinischer Reichskreis
- Infanterieregiment No. 12 (1702/7) deutsch[15]
  - 23. Juni 1702 als „Holstein-Plön zu Fuß“ (Adolph August von Holstein-Plön), 1704 Hubert Dominik Du Saix d’Arnaut, 1728 Christoph Bernhard von Kettler, 1734 Franz Ignaz von Rumpf, 1736 Gottfried Ernst von Wuttgenau, 1737 Friedrich Ernst von Reitzenstein, 1739 Anton Otto von Botta d’Adorno, 1775 Joseph von Khevenhüller-Metsch, 1792 Friedrich von Manfredini → 1806 Infanterie-Regiment Nr. 12

Ersatz/Herkunft: 1766 Kurrheinischer Reichskreis
- Infanterieregiment No. 13 (1642/9) deutsch[16]
  - (nach Thürheim 1640[10]) 1642 als „Traun zu Fuß“ (Ernst von Abensperg und Traun), 1651 Leopold Wilhelm von Baden-Baden, 1671 Louis de La Borde, 1681 Sigmund Friedrich von Scherffenberg, 1688 Guido von Starhemberg, 1737 Philipp Ludwig von Moltke, 1780 Johann Franz Anton Freiherr von Zedtwitz, 1786 Franz Wenzel Reisky von Dubnitz → 1806 Infanterie-Regiment Nr. 13

Ersatz/Herkunft: 1766 Schwäbischer Reichskreis
- Infanterieregiment No. 14 (1733/5) deutsch
  - 1733 als „Salm-Infanterieregiment“ (Nikolaus Leopold zu Salm-Salm), 1770 Joseph Johann von Ferraris, 1775 Joseph Maximilian von Tillier, 1786 Wilhelm von Klebeck → 1806 Infanterie-Regiment Nr. 14

Ersatz/Herkunft: 1766 Niederrheinisch-Westfälischer Reichskreis und Reichsstädte des Niedersächsischen Reichskreises
- Infanterieregiment No. 15 (1716/1) deutsch (von Osnabrück (Leibregiment) übernommen)[17]

Ersatz/Herkunft: 1766 Oberrheinischer Reichskreis
- - 1701 Karl III. Joseph von Lothringen (das Regiment behielt den Namen bis 1736)
  - 12. Juni 1736 als „Pallavicini zu Fuß“ (Johann Lucas von Pallavicini-Centurioni), 1773 Dominik Fabris de Santo-Tomiotti[18], 1798 Eduard d’Alton, 1797 Wilhelm Georg von Oranien, 1799 unbesetzt, 1801 Carl von Riese → 1806 Infanterie-Regiment Nr. 15
- Infanterieregiment No. 16 (1703/1) deutsch
  - 1703 als „Virmont zu Fuß“ (Damian Hugo von Virmont), 1722 Avono von Livingstein, 1741 Christian Moritz von Königsegg-Rothenfels („Jung-Königsegg“), 1751 „Königsegg“, 1778–1799 Ludwig von Terzi, 1800 unbesetzt, 1802 Erzherzog Rudolph – 1806–1832: Infanterie-Regiment Nr. 16 ‘Marquis Lusignan’[19]

Ersatz/Herkunft: 1766 Niederrheinisch-Westfälischer Reichskreis (insb. Hochstift Münster), Reichsstädte des Niedersächsischen Reichskreises und Schwäbischer Reichskreis
- Infanterieregiment No. 17 (1681/1) deutsch
  - (nach Thürheim 1632[10]) 1681 als „Stadl zu Fuß“ (Ferdinand von Stadl), 1694 Carl Egon von Fürstenberg-Möskirch, 1702 Philipp Emanuel von Longueval und Buquoy, 1703 Carl Alexander von Württemberg „Württemberg“, 1716 genannt „Alexander Württemberg“, 1737 Kajetan von Kolowrat-Krakowsky, 1773 Johann Baptist von Koch, 1781 Friedrich Wilhelm zu Hohenlohe-Kirchberg, 1796 unbesetzt, 1801 Heinrich von Reuss-Plauen → 1806 Infanterie-Regiment Nr. 17

Ersatz/Herkunft: 1766 Fränkischer Reichskreis
- Infanterieregiment No. 18 (1682/11) deutsch[20]
  - 1682 als „Lothringen zu Fuß“ (Leopold von Lothringen und Bar), 1698 Joseph Innozenz von Lothringen, 1705 Johann Adolph von Wetzel, 1706 Johann Ernst Hoffmann von Eidlitz, 1707 Franz Xaver von Sonnenberg und Heindl, 1714 Johann Damian von Sickingen, 1716 Johann Hermann Franz von Nesselrode, 1719 Friedrich Heinrich von Seckendorff, 1742 Ernst Dietrich Marschall von Burgholzhausen, 1773 Jakob Friedrich von Brinken, 1791 Patrik Stuart → 1806 Infanterie-Regiment Nr. 18

Ersatz/Herkunft: 1766 Fränkischer Reichskreis
- Infanterieregiment No. 19 (1734/6) ungarisch[21]
  - 1734 als Leopold „Pálffy-Infanterieregiment“ (Leopold Pálffy ab Erdöd), 1773 Richard d’Alton, 1786 Joseph Alvinczy von Berberek → 1806 Infanterie-Regiment Nr. 19
- Infanterieregiment No. 20 (1681/2) deutsch[22]
  - 1681 als „Neuburg zu Fuß“ (Ludwig Anton von der Pfalz zu Neuburg), 1694 Johann Karl von Thüngen, 1710 Friedrich Wilhelm von Holstein-Beck, 1718 Johann Friedrich von Diesbach-Steinbrugg, 1744 Anton von Colloredo-Waldsee („Alt-Colloredo“), 1785 Franz Wenzel von Kaunitz-Rietberg → 1806 Infanterie-Regiment Nr. 20

Ersatz/Herkunft: 1766 Oberrheinischer Reichskreis
- Infanterieregiment No. 21 (1733/6) deutsch
  - 1733 als „Colmenero-Infanterieregiment“ (Franz Ludwig Colmenero de Valderois), 1734 Ferdinand Ludwig von der Schulenburg-Oeynhausen, 1754 Carl Raimund von Arenberg, 1778 Sigmund von Gemmingen-Hornberg → 1806 Infanterie-Regiment Nr. 21

Ersatz/Herkunft: 1766 Fränkischer Reichskreis
- Infanterieregiment No. 22 (1709/3) deutsch[23]
  - 1709 als „Plischau zu Fuß“ (Engelhard von Plischau), 1718 Franz Carl von Laimpruch zu Epurg, 1723 Albrecht Wolfgang von Brandenburg-Culmbach, 1735 August Jakob Heinrich von Suckow, 1741 Wilhelm Moritz von Roth, 1748 Jakob Ignaz von Hagenbach, 1757 Salomon Sprecher von Bernegg, 1786 Franz Moritz von Lacy, 1802 Josias von Sachsen-Coburg-Saalfeld → 1806 Infanterie-Regiment Nr. 22

Ersatz/Herkunft: 1766 Bayerischer Reichskreis (insb. Erzstift Salzburg, Hochstift Passau, Hochstift Regensburg) und Schwäbischer Reichskreis incl. Schwäbisch-Österreich
- Infanterieregiment No. 23 (1672/7) deutsch[24]
  - 1672 als „Wopping zu Fuß“ (Ferdinand Ludwig von und zu Wopping), 1674 Hermann von Baden-Baden, 1676 Ludwig Wilhelm Baden-Baden, 1707 Ludwig Georg von Baden-Baden, 1761 August Georg Simpert von Baden-Baden, 1771 Joseph Heinrich von Ried, 1800 Ferdinand von Toskana, 1803 „Salzburg“ → 1806 Infanterie-Regiment Nr. 23 → † 1809 als „Infanterie-Regiment Nr. 21 Würzburg“

Ersatz/Herkunft: 1766 Schwäbischer Reichskreis, insb. Markgrafschaft Baden und umliegende Reichsstädte
- Infanterieregiment No. 24 (1662/3) deutsch
  - (nach Thürheim 1632[10]) 1662 als „Spieck zu Fuß“ (Lukas von Spieckh zu Uibergau), 1665 Jakob von Leslie, 1675 Heinrich von Mannsfeld und Fondi, 1702 Christoph Heinrich von Chalons, genannt Gehlen, 1703 Maximilian Adam Franz von Starhemberg, 1741 Emanuel Michael von Starhemberg, 1771 Johann Franz von Preiß, 1799 unbesetzt, 1801 Carl von Auersperg> 1806 Infanterie-Regiment Nr. 24

Ersatz/Herkunft: 1766 Schwäbischer Reichskreis
- Infanterieregiment No. 25 (1672/8) deutsch[25]
  - 7. August 1672 als „Serényi zu Fuß“ (Johann Carl von Serényi), 1691 Franz Christoph von Amenzaga, 1693 Scipio von Bagni, 1721 Philipp von Langlet, 1723 Matthäus de Luccini, 1730 unbesetzt, 1731 Franz Carl von Wachtendonck, 1741 Ottavio O. d’Aragona Piccolomini, 1757 Franz Ludwig von Thürheim, 1783 Ludwig von Bréchainville, 1799 unbesetzt, 1801 Johann Rudolf von Sporck[26] → 1806 Infanterie-Regiment Nr. 25

Ersatz/Herkunft: 1766 Bayerischer Reichskreis (insb. Erzstift Salzburg, Hochstift Passau, Hochstift Regensburg) und Schwäbischer Reichskreis: Schwäbisch-Österreich
- Infanterieregiment No. 26 (1724/2) deutsch (aus Mietregiment Ansbach)
  - 1727 als „Müffling-Infanterieregiment“ (Heinrich von Müffling), 1737 Nikolaus von Grünne, 1751 Antonio de la Puebla de Portugalo, 1776 Franz Karl von Riesse[27], 1786 Joseph Alvinczy von Berberek, 1786 Richard d’Alton, 1790 Wilhelm Schröder von Lilienhof, 1800 unbesetzt, 1803 Ludwig von Hohenlohe-Bartenstein, → 1806 Infanterie-Regiment Nr. 26

Ersatz/Herkunft: 1766 Kurrheinischer Reichskreis
- Infanterieregiment No. 27 (1682/12) deutsch[28]
  - 1682 als „Nigrelli zu Fuß“ (Octavio Nigrelli), 1703 Johann Hieronymus von und zum Jungen,[29] 1732 Max von Hessen-Cassel, 1753 Christoph von Baden-Durlach, 1789 unbesetzt, 1791 Leopold von Strassoldo → 1806 Infanterie-Regiment Nr. 27

Ersatz/Herkunft: 1766 Niederrheinisch-Westfälischer Reichskreis, Reichsstädte des Niedersächsischen Reichskreises und Schwäbischer Reichskreis (insb. Markgrafschaft Baden-Durlach)
- Infanterieregiment No. 28 (1698/1) deutsch[30]
  - 1698 als „Thürheim zu Fuß“(Franz Sebastian von Thürheim), 1713 Friedrich Ernst von Lanckhen (von der Lanken), 1716 Leopold Philipp von Arenberg, 1754 Leopold von Scherzer, 1756 Heinrich Friedrich Wied-Runkel, 1779 Wilhelm von Wartensleben, 1799 Michael von Fröhlich → 1806 Infanterie-Regiment Nr. 28

Ersatz/Herkunft: 1766 Oberrheinischer Reichskreis
- Infanterieregiment No. 29 (1704/1) deutsch
  - 1704 „Wendt zu Fuß“ (Johann Adam de Wendt), 1709 Ferdinand Albert von Braunschweig-Wolfenbüttel-Bevern („Bevern“), 1736 Carl von Braunschweig-Wolfenbüttel-Bevern („Braunschweig-Wolfenbüttel“), 1740 „Alt-Wolfenbüttel“, 1750 Gideon Ernst von Loudon, 1769 „Loudon Infanterie No. 29“, 1791 Olivier Remigius von Wallis, 1799 unbesetzt, 1803 Karl Friedrich von Lindenau → 1806 Infanterie-Regiment Nr. 29

Ersatz/Herkunft: 1766 Fränkischer Reichskreis
- Infanterieregiment No. 30 (1725/3) deutsch (aus Pancalier, Lannoy und Gand)[31]
  - 1725 als „Prié-Infanterieregiment“ (Johann Anton de Prié Turinetti de Pancaliere), 1753 Wilhelm von Sachsen-Gotha, 1771 Carl Joseph De Ligne → 1806 Infanterie-Regiment Nr. 30

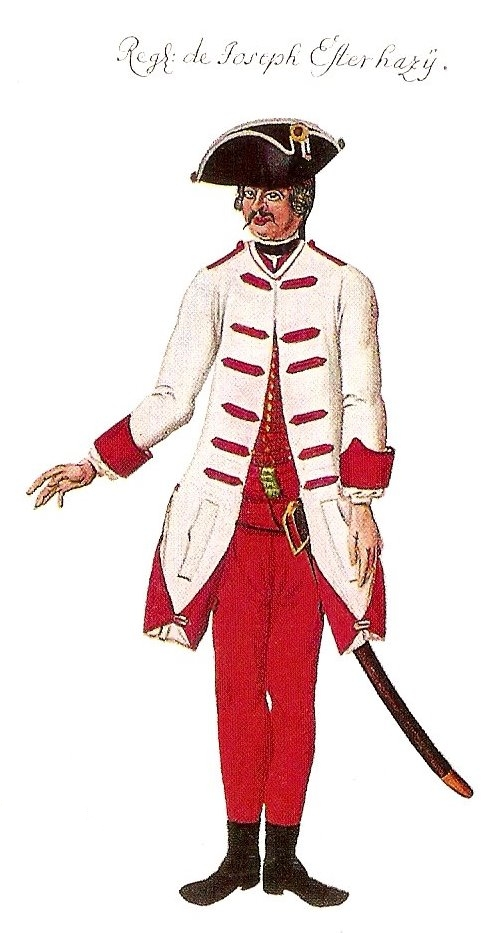
Das ungarische Regiment Esterhazy (1769 No. 33) im Jahre 1762, zeitgenössische Albertina-Handschrift, Heeresgeschichtliches Museum, Wien

- Infanterieregiment No. 31 (1741/3) ungarisch[32]
  - 1741 als „Haller-Infanterieregiment“, unbesetzt (benannt nach Samuel Haller von Hallerstein), 1777 Anton Esterházy de Galantha, 1780 Josef Orosz de Csicser, 1792 Johann von Beaulieu-Marconnay („Beaulieu“), 1794 Johann von Benjovszky von Benjov → 1806 Infanterie-Regiment Nr. 31
- Infanterieregiment No. 32 (1741/4) ungarisch
  - 1741 als „Forgach-Infanterieregiment“, unbesetzt (benannt nach Obristen Ignaz Forgách de Ghyimes), 1744 Ignaz Forgách de Ghyimes, 1773 Sámuel Gyulay von Marosnémeth und Nádaska, 1802 Nikolaus II. Esterházy de Galantha → 1806 Infanterie-Regiment Nr. 32
- Infanterieregiment No. 33 (1741/5) ungarisch[33]
  - 1741 als „Andrassy-Infanterieregiment“, unbesetzt (benannt nach Obristen Adam von Andrássy), 1744 Adam von Andrássy, 1753 Nikolaus Esterházy, 1791 Anton Sztáray → 1806 Infanterie-Regiment Nr. 33
- Infanterieregiment No. 34 (1733/10) ungarisch
  - 1733 als „Vettes-Infanterieregiment“ (Ladislaus von Kökényesdi de Vettes), 1756 Adam von Batthyányi-Strattmann, 1780 Anton von Esterházy de Galantha, 1794 unbesetzt, 1799 Paul von Kray de Krajova et Toplja, 1804 Pavle Davidović (Paul von Davidovich) → 1806 Infanterie-Regiment Nr. 34
- Infanterieregiment No. 35 (1683/7) deutsch[34][35]
  - 1683 als „Württemberg zu Fuß“ (Georg Friedrich von Württemberg-Stuttgart[36]), 1685 Johann Dominik (Ulysses) von Spinola, 1686 Guidobald von Starhemberg, 1688 Carl Ludwig von Archinto de Tayna, 1693 Johann Martin Gschwind von Pockstein, 1721 Johann Karl von Trautson zu Falkenstein, 1730 Johann Daniel von Fürstenbusch, 1739 Carl August von Waldeck, 1763 Johann Sigismund Macquire von Inniskillen, 1767 Ludwig von Hessen-Darmstadt, 1774 Patrik Olivier von Wallis, 1788 Anton von Brentano-Cimaroli, 1793 Franz von Wenckheim, 1794 unbesetzt, 1802 Hercules Reinhold von Modena, 1803 Erzherzog Maximilian Joseph von Österreich-Este → 1806 Infanterie-Regiment Nr. 35

Ersatz/Herkunft: 1766 Fränkischer Reichskreis
- Infanterieregiment No. 36[37] (1683/8) deutsch
  - 1683 als „Leslie zu Fuß“ (Jakob von Leslie), 1692 Philipp Erasmus von Liechtenstein, 1704 Max Ludwig von Regal, 1718 (Franz Paul von Wallis) „Jung-Wallis“, 1737 Maximilian Ulysses Browne, 1757 Joseph von Browne, 1759 Johann Anton von Tillier, 1761 Franz Ulrich von Kinsky, 1793 unbesetzt, 1797 Karl Aloys zu Fürstenberg († 1799), 1800 unbesetzt, 1801 Johann Karl Kolowrat-Krakowsky → 1806 Infanterie-Regiment Nr. 36

Ersatz/Herkunft: 1766 Fränkischer Reichskreis
- Infanterieregiment No. 37 (1741/6) ungarisch[38]
  - 1741 als „Szirmay-Infanterieregiment“, 1741 unbesetzt (benannt nach 1741 Thomas von Szirmay, 1743 Caspar Bossányi), 1744 Joseph von Esterházy de Galantha, 1762 Joseph von Siskovics, 1784 Joseph Nikolaus de Vins, 1798 unbesetzt, 1803 Franz Xaver von Auffenberg → 1806 Infanterie-Regiment Nr. 37

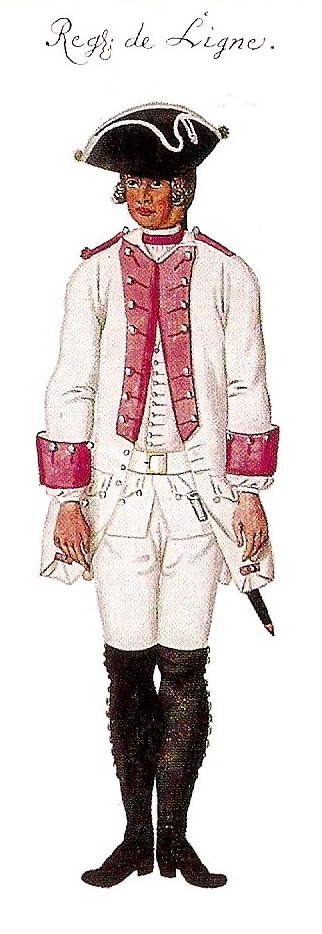
Das deutsche Regiment Ligne (1769 No. 69) im Jahre 1762, zeitgenössische Albertina-Handschrift, Heeresgeschichtliches Museum, Wien

- Infanterieregiment No. 38 (1725/4) deutsch (wallonisch, aus de Ligne und Maldeghem)[39]
  - 1725 als „de Ligne-Infanterieregiment“ (Claudius von Ligne), 1766 Carl Merode d’Aynse, 1771 Franz Wenzel von Kaunitz-Rietberg, 1785 Ferdinand Friedrich August von Württemberg → 1806 Infanterie-Regiment Nr. 38
- Infanterieregiment No. 39 (1756/3) ungarisch[40]
  - 1756 als „Johann Palffy-Infanterieregiment“ (Johann Leopold Pálffy ab Erdöd[41]), 1758 Jakob von Preysach, 1787 Thomas Nádasdy, 1800 unbesetzt, 1803 Peter Duka von Kádár → 1806 Infanterie-Regiment Nr. 39
- Infanterieregiment No. 40 (1733/7) deutsch
  - 1733 als „Damnitz-Infanterieregiment“ (Wolf Siegmund von Damnitz), 1754 Karl von Colloredo („Jung-Colloredo“), 1786 Joseph von Mittrowsky → 1806 Infanterie-Regiment Nr. 40

Ersatz/Herkunft: 1766 Kurrheinischer Reichskreis
- Infanterieregiment No. 41[42] (1734/5) deutsch (aus Mietregiment, bayreuthische Inhaber: 1701 Christian Ernst von Brandenburg-Bayreuth, 1704 Georg Wilhelm von Brandenburg-Bayreuth, 1727 Wilhelm Ernst von Brandenburg-Bayreuth)
  - 1734 als „Bayreuth-Infanterieregiment“ (Friedrich von Brandenburg-Bayreuth), 1763 unbesetzt, 1765 Thomas Plunquet, 1770 Wenzel von Fürstenberg-Stühlingen, 1777 Ludwig Carl von Belgiojoso von Barbiano, 1778 Blasius Columban von Bender, 1798 unbesetzt, 1803 Friedrich Wilhelm Carl von Württemberg, 1805 Friedrich von Sachsen-Hildburghausen → 1806 Infanterie-Regiment Nr. 41

Ersatz/Herkunft: 1766 Niederrheinisch-Westfälischer Reichskreis und Reichsstädte des Niedersächsischen Reichskreises
- Infanterieregiment No. 42 (1685/2) deutsch (aus Mietregiment Würzburg)[43]
  - 1685 als „Thüngen zu Fuß“ (Johann Karl von Thüngen), 1694 Friedrich Leopold von Thavonat, 1694 Wenzel Hroznata von Guttenstein, 1706 Johann Adam von Wetzel, 1720 Philipp Ludwig von Bettendorff, 1734 Johann Alexander O’Nelly, 1743 Franz Sigmund von Gaisruck, 1769 Richard von Gemmingen auf Hornberg zu Treschklingen, 1775 Johann Andreas von Mathesen, 1793 Karl Eugen zu Erbach-Schönberg → 1806 Infanterie-Regiment Nr. 42

Ersatz/Herkunft: 1766 Fränkischer Reichskreis
(nach Thürheim 1685 vom Fürstbischof von Würzburg Übernommen: Johann Gottfried von Guttenberg)
- Infanterieregiment No. 43 (1715/2) deutsch
  - 1715 als „Jung-Wallis zu Fuß“ (Franz Paul von Wallis), 1718 Ferdinand von Geyer, 1725 Erasmus von Starhemberg, 1730 Johann von Lochstädt, 1732 Bartholomeus Valparadiso d’Andia, 1734 Matthias von Wuschletitz, 1737 Joseph Anton von Plaz, 1768 Ludwig Buttler, 1775 Anton von Thurn-Valsassina, → 1806 Infanterie-Regiment Nr. 43

Ersatz/Herkunft: 1766 Schwäbischer Reichskreis
- Infanterieregiment No. 44 (1744/1) deutsch (italienisch)[44]
  - 1744 als „Clerici-Infanterieregiment“ (Anton Georg von Clerici), 1769 Rudolph Karl von Gaisruck, 1778 Ludwig Carl von Belgiojoso von Barbiano, 1797 unbesetzt, 1801 Heinrich von Bellegarde → 1806 Infanterie-Regiment Nr. 44
- Infanterieregiment No. 45 (1682/13) deutsch[45]
  - 1682 als „Trauttmannsdorf zu Fuß“ (Siegmund Joachim von Trauttmansdorff), 1682 Carl Theodor von Salm zu Daun und Kyrburg zum Stein, 1711 Heinrich Joseph Dietrich von Daun „Jung-Daun“, 1741 „Alt-Daun“, 1761 Wilhelm O’Kelly, 1765 Friedrich von Bülow, 1776 Franz von Lattermann → 1806 Infanterie-Regiment Nr. 45, † 1809

Ersatz/Herkunft: 1766 Schwäbischer Reichskreis
- Infanterieregiment No. 46 (1745/2) deutsch[46]
  - 1745 als „Tiroler Land- und Feld-Regiment“, 1745 Franz von Spauer, 1748 Hermann Carl von Ogilvy, 1751 Claudius von Sincère, 1751 Johann Sigismund von Macquire, 1766 Vinzenz Felix von Migazzi, 1786 Franz Ludwig von Neugebauer, 1808 Johann Gabriel Chasteller de Courcelles → 1806 Infanterie-Regiment Nr. 46

Ersatz/Herkunft: 1766 Bayerischer Reichskreis (insb. Erzstift Salzburg, Hochstift Passau, Hochstift Regensburg) und Schwäbischer Reichskreis: Schwäbisch-Österreich
- Infanterieregiment No. 47 (1682/14) deutsch[47]
  - 1682 als „Wallis zu Fuß“ Ernst Georg Olivier Wallis, 1689 Franz Helfried Jörger de Tollet, 1691 Notger Wilhelm von Oettingen-Baldern, 1692 Michael von Sapieha, 1694 Laurenz Victor von Solari, 1704 Joseph Philipp Harrach zu Rohrau, 1764 Friedrich von Brandenburg-Bayreuth, 1769 Karl Reinhard von Ellrichshausen, 1779 Franz Joseph von Kinsky, 1805 Ludwig von Vogelsang → 1806 Infanterie-Regiment Nr. 47[48]

Ersatz/Herkunft: 1766 Kurrheinischer Reichskreis und Fränkischer Reichskreis (insb. Fürstentum Bayreuth)
- Infanterieregiment No. 48 (1721/2) deutsch (italienisch)[49]
  - 1721 als „Alcaudete-Infanterieregiment“, 1734 Johann von Vasquez de Binas, 1755 Emanuel Luzani, 1765 Joseph Heinrich von Ried, 1773 Aeneas Caprara, 1794 Johann von Schmidtfeld, † 1795 (Nummer erhält 1798) Infanterieregiment No. 48 (1798/9) siehe unten
- Infanterieregiment No. 49 (1724/1) deutsch (aus Mietregiment „Baden-Durlach“ (Carl Wilhelm von Baden-Durlach))[50]
  - 1724 als „Walsegg-Infanterieregiment“ (Otto von Walsegg), 1743 Johann Leopold Bärnklau, 1747 Karl Gustav von Keuhl, 1758 Ludwig von Angern, 1767 Karl Clemens von Pellegrini, 1797 Wilhelm von Kerpen → 1806 Infanterie-Regiment Nr. 49

Ersatz/Herkunft: 1766 Schwäbischer Reichskreis
- Infanterieregiment No. 50 (1629/8) deutsch
  - 1629 als „Max Waldstein zu Fuß“ (Maximilian von Waldstein), 1635 Johann von Adelshofen, 1639 Achilles von Soye, 1643 Thomas Henderson, 1645 Jean-Louis Raduit de Souches, 1691 Leopold von Herberstein, 1717 „Waldstein-Infanterie“, 1728 Casimir Heinrich von Wurmbrand-Stuppach, 1749 Ferdinand Philipp von Harsch, 1760 Andreas von Poniatowski, 1773 Karl Leopold vom Stain → 1806 Infanterie-Regiment Nr. 50

Ersatz/Herkunft: 1766 Oberrheinischer Reichskreis
- Infanterieregiment No. 51 (1702/9) ungarisch[51]
  - 1702 als „Bagosy-Heiducken“ (Paul Bagosy), 1707 Franz von Gyulay, 1729 Franz Pálffy von Erdőd, 1735 Stephan von Gyulay, 1759 Franz von Gyulay, 1788 Gabriel Splényi von Miháldy[52] → 1806 Infanterie-Regiment Nr. 51
- Infanterieregiment No. 52 (1741/7) ungarisch
  - 1741 als „Bethlen-Infanterieregiment“ (Joseph Adam von Bethlen), 1741 unbesetzt (benannt nach Wolfgang von Bethlen), 1747 Wolfgang von Bethlen, 1763 Franz Károlyi de Nagy-Károly, 1791 Anton Victor von Österreich, 1804 Erzherzog Franz Carl von Österreich → 1806 Infanterie-Regiment Nr. 52
- Infanterieregiment No. 53 (1756/4) ungarisch[53][54]
  - 1741 (Panduren Corps) Oberst Freiherr Franz von der Trenk 1745 Panduren Regiment (Trenk), 1748 Slavonische Panduren Bataillon 1750 Kommandant Oberst Adam von Buday 1753 Oberst Freiherr Karl von Simbschen ** 1756 als „Simbschen-Infanterieregiment“ (Joseph Carl von Simbschen), 1763 Philipp Levin von Beck, 1768 Johann Leopold von Pálffy ab Erdöd, 1791 Johann Jelačić von Bužim → 1806 Infanterie-Regiment Nr. 53
- Infanterieregiment No. 54 (1661/2) deutsch[55]
  - 1661 als „Sparr zu Fuß“ (Georg Friedrich Reichsgraf von Sparr), 1669 Ernst Rüdiger von Starhemberg, 1679 „Alt-Starhemberg“, 1701 Georg Friedrich von Kriechbaum, 1701 Bertrand von Wachtendonck, 1720 Lothar von Königsegg-Rothenfels, 1751 Claudius von Sincère, 1769 Carl von Callenberg, 1800 unbesetzt, 1802 Ferdinand Johann von Morzin, 1805 Joseph Froon von Kirchrath → 1806 Infanterie-Regiment Nr. 54

Ersatz/Herkunft: 1766 Fränkischer Reichskreis
- Infanterieregiment No. 55 (1742/3) deutsch (wallonisch)
  - 1742 als „1. neues Wallonen-Regiment Infanterie“, 1745 Carl Anton d’Arberg, 1768 Joseph Murray de Melgum, 1803 Heinrich von Reuss-Greitz → 1806 Infanterie-Regiment Nr. 35
- Infanterieregiment No. 56 (1684/4) deutsch[56]
  - 1684 als „Houchin zu Fuß“ (Paul Anton von Houchin), 1699 Wirich Philipp von und zu Daun („Jung-Daun“), 1706 „Daun“, 1711 „Alt-Daun“, 1741 Anton Ignaz Mercy d’Argenteau,[57] 1767 Jacob Robert von Nugent-Westmeath, 1784 Wenzel Joseph von Colloredo-Mels und Wallsee → 1806 Infanterie-Regiment Nr. 55

Ersatz/Herkunft: 1766 Schwäbischer Reichskreis
- Infanterieregiment No. 57 (1689/1) deutsch[58][59]
  - 1689 als „Coburg zu Fuß“ (Albrecht von Sachsen-Coburg), 1699 Carl Sebastian Cratz von Scharffenstein, 1704 Damian Johann Philipp von Sickingen, 1713 Hannibal von Wellenstein, 1716 Georg Browne de Camus, 1729 unbesetzt, 1731 Patrik O’Neillan, 1734 Adam Sigmund von Thüngen, 1745 Joseph von Andlau, 1769 Joseph Maria Colloredo-Mels und Wallsee → 1806 Infanterie-Regiment Nr. 56

Ersatz/Herkunft: 1766 Kurrheinischer Reichskreis
- Infanterieregiment No. 58 (1763/1) deutsch (wallonisch) (von Frankreich)
  - 1763 als „Vierset-Infanterieregiment“ (Carl Albert de St. Omer von Vierset de Billché), 1794 Johann von Beaulieu → 1806 Infanterie-Regiment Nr. 57
- Infanterieregiment No. 59 (1682/15) deutsch[60]
  - 1682 als „Beckh zu Fuß“ (Melchior Leopold von Beckh), 1693 Ludwig Ferdinand von Marsigli, 1704 Anton Egydius Jörger zu Tollet, 1716 Ottokar von Starhemberg, 1731 Franz Wenzel von Wallis, 1740 Leopold von Daun, 1766 Franz von Daun und Thiano, 1771 Peter von Langlois, 1790 Alexander von Jordis → 1806 Infanterie-Regiment Nr. 58

Ersatz/Herkunft: 1766 Oberrheinischer Reichskreis

### Grenzinfanterie
Die Grenzinfanterie wurde im 18. Jahrhundert nicht zu den leichten Truppen, sondern zur regulären Linieninfanterie gezählt.

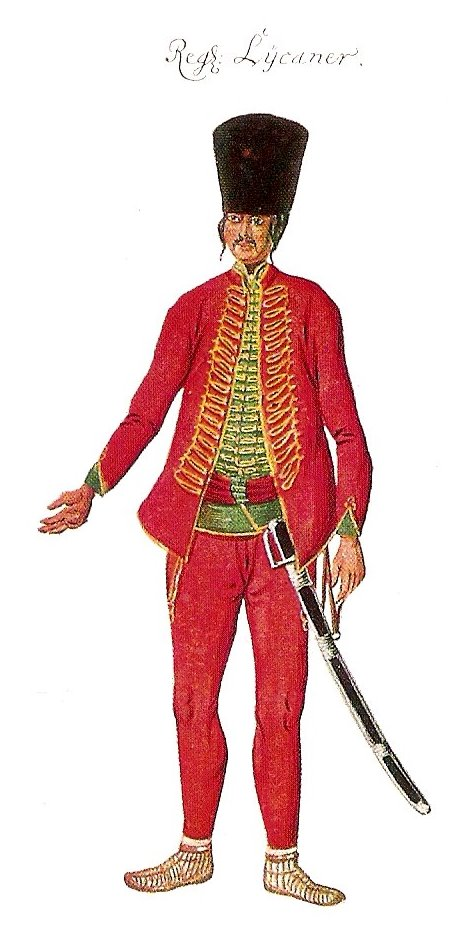
Das Grenzregiment Lica (1769 No. 60) im Jahre 1762 – zeitgenössische Albertina-Handschrift, Heeresgeschichtliches Museum, Wien

- Infanterieregiment No. 60 von 1746/2 „Grenzer“ (Kroatische Militärgrenze – Lika)
  - 1746 als Guicciardi Carlstädter-Liccaner Grenzer – 1753 Scherzer – 1754 Petazzi – 1763 Liccaner Grenzer – 1769 Liccaner Grenz-Infanterie Nr. 60 → 1798 Carlstädter Likaner Grenz-Infanterieregiment Nr. 1
- Infanterieregiment No. 61 von 1746/3 „Grenzer“ (Kroatische Militärgrenze – Otočac)
  - 1746 als Harberstein Carlstädter-Otocaner Grenzer – 1763 Otocaner Grenzer – 1769 Otocaner Grenz-Infanterie Nr. 61 → 1798 Carlstädter Otocaner Grenz-Infanterieregiment Nr. 2
- Infanterieregiment No. 62 von 1746/4 „Grenzer“ (Kroatische Militärgrenze – Ogulin)[61]
  - 1746 als Dillis Carlstädter-Oguliner Grenzer – 1763 Oguliner Grenzer – 1769 Oguliner Grenz-Infanterie Nr. 62 → 1798 Carlstädter Oguliner Grenz-Infanterieregiment Nr. 3
- Infanterieregiment No. 63 von 1746/5 „Grenzer“ (Kroatische Militärgrenze – Slunj)[62]
  - 1746 als Petazzi Carlstädter-Szluiner Grenzer – 1763 Szluiner Grenzer – 1769 Szluiner Grenz-Infanterie Nr. 63 → 1798 Carlstädter Szluiner Grenz-Infanterieregiment Nr. 4
- Infanterieregiment No. 64 von 1749/1 „Grenzer“ (Kroatische Militärgrenze – Križevci)
  - 1749 als Leylersberg Warasdiner-Creutzer Grenzer – 1763 Warasdiner Creutzer Grenzer – 1769 Warasdiner Creutzer Grenz-Infanterie Nr. 64 → 1798 Warasdiner Creutzer Grenz-Infanterieregiment Nr. 5
- Infanterieregiment No. 65 von 1749/2 „Grenzer“ (Kroatische Militärgrenze – Đurđevac)
  - 1749 als Kengyel Warasdiner-St. Georger Grenzer – 1754 Guicciardi – 1756 Warasdiner St. Georger Grenz-Infanterie – 1769 St. Georger Grenz-Infanterie Nr. 65 → 1798 Warasdiner St. Georger Grenz-Infanterieregiment Nr. 6
- Infanterieregiment No. 66 von 1747/4 „Grenzer“ (Slawonische Militärgrenze – Slavonski Brod)
  - 1747 als Slavonski Broder Grenz-Infanterie – 1769 Slavonski Broder Grenz-Infanterie Nr. 66 → 1798 Slavonski Broder Grenz-Infanterieregiment Nr. 7
- Infanterieregiment No. 67 von 1747/5 „Grenzer“ (Slawonische Militärgrenze – Nova Gradiška)
  - 1747 als Slavonski Gradiscaner Grenz-Infanterie – 1769 Slavonski Gradiscaner Grenz-Infanterie Nr. 67 → 1798 Slavonski Gradiskaner Grenz-Infanterieregiment Nr. 8
- Infanterieregiment No. 68 von 1747/6 „Grenzer“ (slawonische Militärgrenze – Petrovaradin)
  - 1747 als Slavonski Peterwardeiner Grenz-Infanterie – 1769 Slavonski Peterwardeiner Grenz-Infanterie Nr. 68 → 1798 Slavonski Peterwardeiner Grenz-Infanterieregiment Nr. 9
- Infanterieregiment No. 69 von 1750/2 „Grenzer“ (Banater Militärgrenze)
  - 1750 als 1. Banaler Grenz-Infanterie – 1769 1. Banaler Grenz-Infanterie Nr. 69 → 1798 1. Banaler Grenz-Infanterieregiment Nr. 10
- Infanterieregiment No. 70 von 1750/3 „Grenzer“ (Banater Militärgrenze)
  - 1750 als 2. Banaler Grenz-Infanterie – 1769 2. Banaler Grenz-Infanterie Nr. 70 → 1798 2. Banaler Grenz-Infanterieregiment Nr. 11
- Infanterieregiment No. 71 von 1765/1 „Grenzer“ (Banater Militärgrenze)
  - 1765 als Temesvarer Ansiedlungs-Corps – 1769 Temesvarer Infanterie-Regiment Nr. 71 - 1775 Deutsch-Banater Grenz-Infanterie Nr. 71 → 1798 Deutsch-Banater Grenz-Infanterie Nr. 12
- Infanterieregiment No. 72 von 1766/1 „Grenzer“ (Banater Militärgrenze)
  - 1766 als Illyrisch-Banater Grenz-Infanterie – 1769 Illyrisch-Banater Grenz-Infanterie-Regiment Nr. 72 - 1775 Walachisch-Illyrisches Grenz-Infanterie-Regiment Nr. 72 → 1798 Walachisch-Illyrische Grenz-Infanterie Nr. 13
- Infanterieregiment No. 73 von 1764/3 „Grenzer“ (Siebenbürgische Militärgrenze)
  - 1750 als 1. Szekler Grenz-Infanterie – 1769 1. Szekler Grenz-Infanterie Nr. 73 → 1798 1. Szekler Grenz-Infanterieregiment Nr. 14 → Infanterieregiment Nr. 5
- Infanterieregiment No. 74 von 1764/4 „Grenzer“ (Siebenbürgische Militärgrenze)
  - 1750 als 2. Szekler Grenz-Infanterie – 1769 2. Szekler Grenz-Infanterie Nr. 74 → 1798 2. Szekler Grenz-Infanterieregiment Nr. 15 → Infanterieregiment Nr. 6
- Infanterieregiment No. 75 von 1764/5 „Grenzer“ (Siebenbürgische Militärgrenze)
  - 1750 als 1. Walachen Grenz-Infanterie – 1769 1. Walachen Grenz-Infanterie Nr. 75 → 1798 1. Walachen Grenz-Infanterieregiment Nr. 16 → Infanterieregiment Nr. 46
- Infanterieregiment No. 76 von 1764/6 „Grenzer“ (Siebenbürgische Militärgrenze)
  - 1750 als 2. Walachen Grenz-Infanterie – 1769 2. Walachen Grenz-Infanterie Nr. 75 → 1798 2. Walachen Grenz-Infanterieregiment Nr. 17 → Infanterieregiment Nr. 50

## Vor 1764 aufgelöste Regimenter
- Errichtet 1715 Graf Obrist Bertram Adolph von Hoensbroek-Gehlen († 1716), 1716 Graf Alano Livingstein (Livingstone) († 1721)[63]
- Errichtet 1684 von Emanuel Egon von Fürstenberg, 1688 Ferdinand von Kaunitz, 1691 Feldzeugmeister Freiherr Dietrich von Nehem, 1713 Claudius Alexander von Bonneval († 1725)

### Nach dem Aachener Frieden 1748 aufgelöst
- Errichtet 1694, Adolf Johann von Pfalz-Zweibrücken, 1702 Julius Heinrich von Friesen, 1706 Georg Wilhelm Löffelholz von Kolberg, 1720 Karl Hermann von O’Gilvy, 1733 Samuel von Schmettau († 1741)
- Errichtet 1682, Graf Siegbert von Heister, 1718 Graf Albert von Heister († 1747)
- Errichtet 1694, Graf Christian Detlef von Reventlow († 1738), 1711 Joseph Anton O'Dewyer, 1731 Peter Christoph Göldlin von Tiefenau (Göldy), 1741 Karl Gustav von Keuhl († 1747)
- Errichtet 1643 Ladislaus Burian von Waldstein, 1645 Max von Waldstein, 1653 Johann La Corona (von der Cron), 1665 Wolf Cob von Neuding, 1671 Johann Paul von Kaiserstein, 1690 Christoph von Harrant, 1691 Wilhelm Johann von Daun (Alt-Daun), 1706 Wenzel Hroznata von Guttenstein, 1716 Damian von Sickingen, 1730 Ottokar von Starhemberg, 1733 Carl Hermann von O'Gilvy  († 1748)
- Errichtet: 1682 Johann Baptist von Diepenthal, 1688 Leopold von Anhalt-Dessau, 1700 Wilhelm Florentin von Salm, 1704 Georg Olivier von Wallis, 1745 Jakob Joseph Ignaz von Hagenbach († 1748)
- Errichtet 1710 Christian Friedrich von Egg , 1712 Otto Ferdinand von Traun († 1747)
- Errichtet 1743 Carl Raimund von Arenberg (Jung-Arenberg), 1747 Graf Stollberg (1748 Aufgelöst)
- Errichtet 1744 Salomon Sprecher von Bernegg  († 1747)
- Errichtet 1721 aus den italienischen Regimentern Faber und Marulli, Franz von Marulli († 1752)

## 1798 aufgestellte Regimenter
- Infanterieregiment No. 48 von 1798/9 ungarisch
  - 1798 als 1. neues ungarisches Linien-Infanterie-Regiment – 1798 Vucassovich → 1806 Infanterie-Regiment Nr. 48
- Infanterieregiment No. 60 von 1798/10 ungarisch[64]
  - 1798 als 2. neues ungarisches Linien-Infanterie-Regiment – 1798 Gyulay → 1806 Infanterie-Regiment Nr. 60
- Infanterieregiment No. 61 von 1798/10 ungarisch[65]
  - 1798 als 3. neues ungarisches Linien-Infanterie-Regiment – 1798 Saint Julien → 1806 Infanterie-Regiment Nr. 61
- Infanterieregiment No. 62 von 1798/10 ungarisch
  - 1798 als 4. neues ungarisches Linien-Infanterie-Regiment – 1798 Franz Jellacic → 1806 Infanterie-Regiment Nr. 62
- Infanterieregiment No. 63 von 1799/1 deutsch (wallonisch)
  - 1799 als Erzherzog Johann Infanterie-Regiment → 1806 Infanterie-Regiment Nr. 63
- Infanterieregiment No. 64 von 1799/2 deutsch (italienisch)
  - 1799 als Brentano, italienisches Feldjäger-Corps – 1799 Mariassy → 1801 Aufgelöst → 1806 Infanterie-Regiment Nr. 64

## Kurzfristig bestehende „reduzierte“ Regimenter
Das kaiserliche Heer wurde in den zahlreichen Kriegen insbesondere gegen das Osmanische Reich und gegen Frankreich durch neu aufgestellte Regimenter verstärkt, eine entsprechende Liste kann keine Nummerierung wiedergeben, lediglich Hinweise auf das Errichtungsjahr. Auswahl:
- Kaiserliches Regiment Jung-Wolframsdorf zu Fuß (1661) (1661/4) - † 1662